# Eptesicus hottentotus
Eptesicus hottentotus (Smith, 1833) è un pipistrello della famiglia dei Vespertilionidi diffuso in Africa orientale e meridionale.

## Descrizione

### Dimensioni
Pipistrello di medie dimensioni, con la lunghezza totale tra 100 e 135 mm, la lunghezza dell'avambraccio tra 45 e 54 mm, la lunghezza della coda tra 38 e 58 mm, la lunghezza del piede tra 9 e 11 mm, la lunghezza delle orecchie tra 14 e 20 mm e un peso fino a 24,5 g.

### Aspetto
La pelliccia è lunga, liscia, soffice e densa. Le parti dorsali variano dal marrone chiaro al nerastro con la base dei peli scura, mentre le parti ventrali sono più chiare, spesso con dei riflessi color crema e con la base dei peli nerastra. Il muso è largo, con due masse ghiandolari sui lati. Gli occhi sono piccoli. Le orecchie sono corte, triangolari, con l'estremità smussata e nerastre. Il trago è corto, largo alla base e l'estremità arrotondata. Le membrane alari sono marroni o bruno-nerastre. La punta della lunga coda si estende leggermente oltre l'ampio uropatagio. Il calcar è carenato. Il cariotipo è 2n=50 FNa=48.

### Ecolocazione
Emette ultrasuoni sotto forma di impulsi di breve durata, a banda larga con frequenza di picco a 28–32 kHz ed una forte componente armonica.

## Biologia

### Comportamento
Si rifugia singolarmente o in piccoli gruppi di 3-4 individui in grotte, miniere abbandonate, cavità rocciose all'entrata di vecchie miniere e sui muri esterni di fabbricati.

### Alimentazione
Si nutre di insetti catturati su spazi aperti, in particolare su specchi d'acqua.

### Riproduzione
Femmine gravide o in allattamento sono state osservate a metà novembre nello Zimbabwe.

## Distribuzione e habitat
Questa specie è diffusa nell'Africa orientale dal Kenya attraverso tutta l'Africa meridionale.
Vive in savane alberate, foreste ripariali, foreste paludose, fattorie e boschi di miombo.

## Tassonomia
Sono state riconosciute 3 sottospecie:
- E.h.hottentotus: Province sudafricane del Capo occidentale e Capo settentrionale, Namibia, Angola sud-occidentale;
- E.h.bensoni (Roberts, 1946): Zambia orientale, Malawi, Mozambico nord-occidentale, Zimbabwe, Sudafrica orientale;
- E.h.portavernus (Schlitter & Aggundey, 1986): Kenya sud-occidentale.

## Conservazione
La IUCN Red List, considerato il vasto areale, la popolazione presumibilmente numerosa e la presenza in diverse aree protette, classifica E.hottentotus come specie a rischio minimo (Least Concern)).